# The Best Tracks So Far
The Best Tracks So Far är ett samlingsalbum av det svenska skabandet The Skalatones, utgiven 1998 på tyska skivbolaget Pork Pie.

## Låtlista
1. "Mr. Probation Officer"
2. "Gold"
3. "Saturday"
4. "Going Nutty"
5. "Start Skanking"
6. "Last Night"
7. "The Geezer"
8. "The Key"
9. "Arte Bella"
10. "Got to Get Away"
11. "Skalatones Theme"
12. "Ruder Than Roots"
13. "4 of Them Outta Jail"
14. "Hannibal (Se)Lectah"

### Fotnoter
1. ↑  ”The Best Tracks So Far”. Discogs.com. http://www.discogs.com/Skalatones-The-Best-Tracks-So-Far/release/3298088. Läst 19 april 2012.